# انانتناگ
انانتناگ (به انگلیسی: Anantnag) یک منطقهٔ مسکونی در هند است که در جامو و کشمیر واقع شده‌است.

## خصوصیات
انانتناگ ۲٬۹۱۷ کیلومترمربع مساحت و ۱۰۸٬۵۰۵ نفر جمعیت دارد و ۱٬۶۰۱ متر بالاتر از سطح دریا واقع شده‌است.